# Летище „Аликанте-Елче Мигел Ернандес“
Летище „Аликанте-Елче Мигел Ернандес“ (ALC/LEAL), познато още като летище Ел Алтет е било петото най-натоварено испанско летище през 2019 година.
То е главният аеропорт, обслужващ Валенсийската общност и автономната област Мурсия. Летището е разположено в община Елче, на 10 километра източно от града и на 8 километра югозападно от Аликанте.
Летището е база за Air Nostrum, Jet2.com, Norwegian Air International, Ryanair и Vueling. Над 80% от пасажерите са интернационални пътници. 
Летище Аликанте започва да функционира на 4 май 1967 година, заменяйки летище Ла Рабаса, което обслужало град Аликанте от 1936 година. Наименувано е Ел Алтет поради едноименната област, в която се намира. Първият пътнически полет е на авиокомпания Авиако, а самолетът изпълнил полета е на Convair. Авиокомпания Иберия открива директни полети от летище Аликанте до летища Мадрид – Барахас и Барселона – Ел Прат през 1969 година. Година по-късно са превозени над 1 милион пътници, което поставило нуждата от нов терминал. През 1980 година е удължена пистата до 3 километра.
През 1990 година са открити офис сграда и бизнес център, както и 5 пътнически ръкава. През 2011 година е открит нов терминал и капацитета на летището нараства до 20 милиона пътници годишно. Това е и единственият работещ терминал на летище Аликанте, като предишните два терминала 1 и 2 са изведени от експлоатация.
До 2003 година авиокомпания Иберия води пазарния дял на летището. От 2004 година с навлизането на нискотарифните авиокомпании, Изиджет превозва най-много пътници и става водеща авиокомпания на летище Аликанте. Пет години по-късно, с отварянето на своята база, Райънеър е с най-голям пазарен дял.

## Терминал N
Терминалът е открит на 23 март 2011 година и оттогава е единственият действащ на летище Аликанте. Първият излетял полет е за летище Мюнхен Меминген на авиокомпания Райънеър. Терминалът заема площ от 333 500 м2, което е над 6 пъти повече от другите два терминала взети заедно. Има 96 гишета за чекиране, 40 изхода, от които 15 екипирани с пътнически ръкави, както и 16 багажни ленти.
Информацията в таблицата е актуална към февруари 2020 г.
| Авиолиния                   | Дестинации |
| --------------------------- | --- |
| Aer Lingus                  | Дъблин Сезонно: Корк |
| Aeroflot                    | Москва Шереметиево |
| Air Algérie                 | Алжир, Оран, Тлемсен |
| Air Europa                  | Мадрид, Палма де Майорка |
| Air France                  | Париж Шарл дьо Гол |
| British Airways             | Лондон Гетуик |
| Brussels Airlines           | Брюксел Завентем |
| easyJet                     | Амстердам, Белфаст, Берлин Тегел, Бристол, Глазгоу, Единбург, Ливърпул, Лондон Гетуик, Лондон Лутън, Лондон Саутхенд, Манчестър, Нюкасъл |
| easyJet Switzerland         | Базел/Мюлхаус, Женева |
| Eurowings                   | Дюселдорф, Щутгарт |
| Finnair                     | Хелзинки |
| Iberia Regional             | Гран Канария, Ибиса, Мадрид |
| KLM                         | Амстердам |
| Lufthansa                   | Мюнхен, Франкфурт |
| Norwegian Air International | Берген, Биллун, Гьотеборг, Копенхаген, Лондон Гетуик, Мюнхен, Олесун, Осло, Рейкявик, Сандефьорд, Ставангер, Стокхолм Арланда, Тенерифе – север, Трондхайм, Хелзинки |
| Ryanair                     | Абърдийн, Айндховен, Белфаст, Берлин Тегел, Берлин Шьонефелд, Биллун, Бирмингам, Болоня, Бремен, Бристъл, Брюксел Завентем, Брюксел Шарлероа, Варшава, Вроцлав, Гданск, Глазгоу, Гьотеборг, Дъблин, Дюселдорф, Дюселдорф Веце, Единбург, Ийст Мидландс, Карслруе/Баден-Баден, Каунас, Копенхаген, Корк, Краков, Кьолн/Бон, Ливърпул, Лийдс, Лондон Лутън, Лондон Станстед, Лондон Саутхенд, Маастрихт, Манчестър, Марсилия, Милано Бергамо, Милано Малпенса, Мюнхен Меминген, Нюкасъл, Палма де Майрока, Париж Бове, Познан, Порто, Рим Фиумичино, Сандефьорд, Севиля, Стокхолм Скавста, Тулуза, Франкфурт, Хамбург, Шанон |
| S7 AIRLINES                 | Москва Домодедово, Санкт Петербург |
| Scandinavian Airlines       | Осло, Ставангер, Стокхолм Арланда |
| TAP Portugal                | Лисабон |
| Transavia                   | Айндховен, Амстердам, Ротердам/Хага |
| Transavia France            | Париж Орли |
| Vueling                     | Алжир, Амстердам, Астурияс, Барселона Ел Прат, Билбао, Брюксел Завентем, Гран Канария, Ибиса, Кардиф, Лондон Гетуик, Милано Малпенса, Оран, Палма де Майорка, Париж Орли, Париж Шарл дьо Гол, Рим Фиумичино, Санкт Петербург, Сантяго де Компостеля, Севиля, Тенерифе, Цюрих |
| Wizz air                    | Будапеща, Букурещ, Виена, София |

## Статистика
През 2019 година летище Аликанте е обслужило малко над 15 милиона пътници, което е 7,6% увеличене на трафика спрямо 2018 година.